# Mont San Bernardo
Pour les articles homonymes, voir San Bernardo.
Le mont San Bernardo est un sommet du massif de Chambeyron en Italie, à 1 625 m d'altitude.
Il se situe dans la province de Coni, au Piémont, sur les territoires des communes de Valmala, Busca et Villar San Costanzo. Situé sur la ligne de partage des eaux entre le val Varaita et le val Maira, il domine, du côté du val Maira, les hameaux de Dronero et Villar San Costanzo. Le sommet est marqué par une grande croix en métal, érigée en 1994 pour remplacer une croix antérieure plus petite.
Dernier sommet avant la plaine du Pô, il offre une large vue jusqu'aux Langhe de Turin, aux Alpes ligures, au mont Blanc, au mont Rose et au Cervin.
Il est formé de gneiss commun et de gneiss œillé appartenant au complexe de la Maira et de la Doire ripaire.